# Johnny Pacar
Johnny Edward Pacuraru (ur. 6 czerwca 1981) – amerykański aktor i muzyk pochodzenia pochodzenia rumuńskiego.

## Życiorys

### Wczesne lata
Urodził się w Dearborn w stanie Michigan, jako syn Judith (z domu Hessler) i Ioana Johna Pacuraru. Jego ojciec pochodził z Rumunii, a matka była pochodzenia niemieckiego i szkockiego. Wychowywał się w małym miasteczku Wayne. Jako dziecko zawsze lubił zabawiać ludzi. Jego ulubionym sportem był hokej. W wieku siedmiu lat grał w drużynie składającej się z młodzieży. Jego marzeniem było dostać się do NHL. Chociaż jako nastolatek zaczął mniej koncentrować się na hokeju, a więcej na muzyce. W szkole średniej założył kilka zespołów, kierując się punkrockowymi wpływami, a także szkole brał udział w szkolnych przedstawieniach w lokalnym teatrze. W 1999 ukończył Wayne Memorial High School. Uczęszczał do William D. Ford Career-Technical Center w Westland w Michigan.

### Kariera
W 1999 zdobył nagrodę za film dokumentalny Brotherhood jako reżyser / operator kamery na studenckim festiwalu filmów i wideo w Michigan. W maju 2001 udał się do Los Angeles. Zadebiutował na ekranie w roli Sama w dramacie Purgatory House (2004) u boku Jima Hanksa i Briana Dietzena. Miał zamiar zagrać rolę Sage’a Borealisa (w tej roli ostatecznie wystąpił Ben Easter) w komedii fantastycznonaukowej Zenon: Z3 (2004), ale musiał zrezygnować z tej propozycji kilka dni przed wyjazdem. Występował gościnnie w serialach, w tym Boston Public, CSI: Kryminalne zagadki Miami i Dowody zbrodni. Skomponował piosenkę z Elliotem Lurie i wykonał ją w serialu Discovery Family Zagubieni z lotu 29 (Flight 29 Down, 2005–2007), gdzie grał postać Cody’ego Jacksona.
Za rolę nastoletniego Justina Binghama w komedii romantycznej Miłość, to boli (Love Hurts, 2009) z Richardem E. Grantem i Carrie-Anne Moss zdobył nagrodę dla najlepszego aktora drugoplanowego na festiwalu filmowym w Orlando.
W 2010 rozpoczął karierę muzyczną i wydał swój własny solowy mini album Moment of Time na iTunes. Był w zespole Forever The Day (dawniej Fairlene).

## Życie prywatne
Od 15 roku życia jest wegetarianinem. Od wczesnych lat życia pasjonował się muzyką będąc fanem heavy metalu lat 80. takich jak Guns N’ Roses, Poison, Sebastian Bach, Skid Row i Bon Jovi. Jest gitarzystą, gra również na perkusji i gitarze basowej.
Był związany z Rachael Bellą (od marca 2002 do marca 2003) i Lauren Storm (2006).

## Filmografia
| Rok        | Film                                  | Rola           | Inne                                                   |
| ---------- | ------------------------------------- | -------------- | ------------------------------------------------------ |
| 2003       | Detroit (Panic in Detroit)            | Spike          |                                                        |
| 2004       | Purgatory House                       | Sam            |                                                        |
| 2004       | Czarna książeczka (Little Black Book) | Jamal          |                                                        |
| 2004       | W pułapce ognia (Combustion)          | Jesse Harper   | zrobione dla telewizji                                 |
| 2005       | I wszystko jasne (Now You See It...)  | Danny Sinclair | zrobione dla telewizji (Disney Channel Original Movie) |
| 2005       | Zagubieni z lotu 29 (Flight 29 Down)  | Cody "Jackson" | zrobione dla telewizji                                 |
| 2007       | The Dead Undead                       | Travis         |                                                        |
| 2009-nadal | Za wszelką cenę (Make It or Break It) | Damon Young    | serial telewizyjny stacji ABC Family.                  |

## Gościnne role
| Rok  | Film                          | Rola              |
| ---- | ----------------------------- | ----------------- |
| 2002 | Potyczki Amy                  | Jason Christopher |
| 2002 | Boston Public                 | Boone             |
| 2003 | Boston Public                 | Boone             |
| 2003 | The Brothers Garcia           | Rush Bauer        |
| 2003 | American Dreams               | Jimmy Frances     |
| 2003 | Prawdziwe powołanie           | Adam Whitman      |
| 2004 | American Dreams               | Jimmy Frances     |
| 2004 | The George Lopez Show         | Noah              |
| 2005 | Medium                        | Pijany chłopak    |
| 2007 | CSI: Kryminalne zagadki Miami | Nathan Atherton   |
| 2007 | Jordan                        | Ben Kensith       |
| 2007 | Dowody zbrodni                | 1995 Dayton Moore |